# 芮畿
芮畿（1436年—？），字維瞻，直隸常州府宜興縣人，明朝政治人物。

## 生平
應天鄉試第七名舉人，成化二年（1466年）中式丙戌科會試第三十名，三甲第四十二名進士。

## 家族
曾祖芮叔遠；祖父芮公明；父芮以端，封給事中。母張氏（封孺人）。弟芮畹、芮畛、芮稷，從弟芮思。